# Einzelfehlerkriterium
Das Einzelfehlerkriterium  wird als wesentliches Hilfsmittel bei Störfallanalysen in Kernkraftwerken verwendet.
Es bedeutet, dass Störfälle auch dann beherrscht werden müssen, wenn während eines Störfallablaufes ein weiterer Fehler an beliebiger Stelle an den zur Störfallbeherrschung notwendigen Systemen auftritt.